# Apomys sacobianus
Apomys sacobianus є видом гризунів родини Muridae. Це ендемік Філіппін, на острові Лусон. Його природне місце проживання — субтропічні або тропічні сухі ліси. Йому загрожує втрата середовища проживання.

## Морфологічні особливості
Це великий вид Apomys з великими вухами й очима. Він досягає загальної довжини від 277 до 315 мм, довжини хвоста від 132 до 153 мм, довжини задніх лап від 35 до 40 мм, довжини вуха від 21 до 25 мм, маса від 79 до 105 г. Зверху хутро сірувато-буре, а знизу сірувато-біле. Незвично товстий хвіст двоколірний, темний зверху і майже білий знизу. Довжина хвоста становить від 95 до 100 відсотків довжини голови й тулуба.

## Спосіб життя
Веде нічний спосіб життя і шукає їжу на землі. Вона всеїдна. Дощові черв'яки є частиною їжі, як і запечені шматочки кокоса, які дослідники розклали як приманку.